# Jocelyne Saab
Pour les articles homonymes, voir Saab (homonymie).
Jocelyne Saab (ou Jocelyn Saab), née le 30 avril 1948 à Beyrouth et morte le 7 janvier 2019 à Paris, est une réalisatrice, photographe et plasticienne franco-libanaise.
Elle fut l'une des cinéastes du nouveau cinéma libanais.

## Biographie
Jocelyne Saab est née en 1948 à Beyrouth, au sein d'une famille bourgeoise maronite, installée dans l'ouest de la ville,. Après des études de sciences économiques à Paris, Jocelyne Saab fait ses débuts dans une émission de pop musique à la radio au Liban, puis elle est engagée par Etel Adnan dans le journal As-Safa,. Elle part interviewer le jeune Kadhafi, se retrouve sans réalisateur et mène tout le travail seule. Elle signe ainsi Kadhafi, l’homme du désert, qui la fait immédiatement connaître. À partir de 1973, elle devient reporter de guerre au Moyen-Orient en couvrant notamment la guerre d'Octobre pour la troisième chaîne de télévision française. En fin d’année elle couvre la guerre du Kippour dans le Golan et en Égypte, et l’année suivante elle intègre les camps d’entraînement des commandos de l’OLP. Elle en tire Le Front du refus, Les Palestiniens continuent et un inédit, Les Femmes palestiniennes. Elle travaille ensuite en tant que journaliste indépendante pour des chaînes de télévision européennes, nord-américaines et japonaises, elle réalise de nombreux films documentaires : sur la guerre du Liban, la guerre d'Irak, le Kurdistan, l'Iran, la Syrie, le Golan, le Sahara occidental, les conséquences du conflit Israëlo-palestiniens mais aussi en Asie, notamment au Vietnam.

Les trois documentaires essayistes Beyrouth, jamais plus (1976), Lettre de Beyrouth (1978), Beyrouth, ma ville (1982), consacrés aux désastres provoqués par la guerre du Liban,, forment un triptyque spontané dont Etel Adnan écrira : 

« Jocelyne a saisi d'instinct, grâce à son courage politique, son intégrité morale, et sa profonde intelligence, l'essence même de ce conflit. Aucun document sur cette guerre n'a jamais égalé l'importance du travail cinématographique que Jocelyne a présenté dans les trois films qu'elle a consacrés au Liban. »

 Ayant obtenu la confiance des Palestiniens, elle monte, seule journaliste, dans le bateau qui emmène Arafat dont elle tire Le Bateau de l’exil.
En moins de trente ans, Jocelyne Saab réalise un total de trente documentaires. Cependant, sa filmographie ne se limite pas au documentaire, mais comprend aussi des fictions, participant à la création d'un style cinématographique libano-arabe, et un travail photographique. Une de ses œuvres de fiction, Dunia, du nom du personnage principal, une étudiante en poésie qui incarne, pour la réalisatrice, des valeurs de la civilisation du Proche-Orient, la sensualité, le plaisir, la mystique érotique du corps, fait scandale lors de sa présentation au Festival du Caire, en 2005, et est censuré à sa sortie dans les salles égyptiennes,,.
Parallèlement à son travail de cinéaste, Jocelyne Saab se met à photographier sans cesse. Elle est alors en Égypte. Elle commence à exposer à partir de 2006. En 2008, elle publie son livre Zones de guerres, aux éditions de l'Œil, qui rassemble ses photographiques et témoigne de cinq décennies de conflits dans le tiers-monde en général et au Moyen-Orient en particulier. L’ensemble permet à la fois de suivre un panoramique de l’histoire contemporaine (Liban, Libye, Égypte, Iran, Sahara occidental, Kurdistan, Vietnam…), et de découvrir le regard analytique et aimant de cette artiste engagée.
Elle expose une autre série de cent photographiques nommée Sense, Icons and Sensitivity dans plusieurs pays (la foire d’Abû Dhabi en 2007, la foire d’Art-Paris, des galeries d’Abû Dhabi et de Beyrouth en 2008...). Divisée en deux thèmes « Le revers de l'orientalisme » et « Architecture molle », ce cycle questionne les rapports de représentations entre Orient et Occident et les fractures de sens qui en découlent,,.
Elle réalise une dernière série photographique et deux vidéos d'art en 2016, nommées One Dollar a Day (série photo et vidéo) et Imaginary Postcard. Elle travaillait à un documentaire sur la fondatrice de l’armée rouge japonaise, May Shigenobu.
Elle meurt le 7 janvier 2019 à Paris à 70 ans, des suites d’un cancer,. Jocelyne Saab vivait entre Beyrouth, Paris et Le Caire.

## Décorations
- Officière de l'ordre des Arts et des Lettres (13 septembre 2016)[16]
  - Chevalière (1995) après avoir lancé un vaste projet de reconstitution de la cinémathèque libanaise dans le cadre de « Beyrouth Mille et Une Images »[17]

## Postérité
Pour préserver son patrimoine et faire vivre sa mémoire, Mathilde Rouxel, ancienne collaboratrice de Jocelyne Saab et spécialiste de son œuvre,, s'est associée avec le fils de Jocelyne Saab, Nessim Ricardou-Saab, ayant-droit de la quasi-totalité de son œuvre, pour créer l'Association Jocelyne Saab (anciennement Association des Amis de Jocelyne Saab).
Née en 2019 après le décès de la cinéaste, l'association a travaillé à la restauration des films documentaires de Jocelyne Saab et à la numérisation de l'ensemble de son archive papier, profitant de l'occasion pour former au Liban des professionnels de la restauration de film.
Ce travail ne concerne pas les premiers reportages de la cinéaste réalisés pour l'ORTF, conservés à l'INA.

## Filmographie

### Fictions
- 1985 : Une vie suspendue, présenté à Cannes, Quinzaine des réalisateurs[25]
- 1994 : Il était une fois Beyrouth (Kan ya ma kan Beyrouth)
- 2005 : Dunia
- 2009 : What's Going On?

### Documentaires
- 1974 : Les Femmes palestiniennes
- 1974 : Les Palestiniens continuent
- 1974 : Le Front du refus, ou : Les Commandos-suicide
- 1975 : Le Liban dans la tourmente
- 1975 : Les Nouveaux Croisés d'Orient, ou : Portrait d'un mercenaire français
- 1976 : Les Enfants de la guerre
- 1976 : Sud-Liban - Histoire d'un village
- 1976 : Beyrouth, jamais plus
- 1976 : Pour quelques vies
- 1977 : Le Sahara n'est pas à vendre
- 1978 : Égypte, Cité des morts (ou : Chaque année en janvier)
- 1979 : Lettre de Beyrouth
- 1980 : Iran, l'utopie en marche
- 1982 : Les Libanais, otages de leur ville, ou : Bilan de la guerre : destructions au Liban
- 1982 : Beyrouth ma ville
- 1982 : Le Bateau de l'exil
- 1986 : L'Architecte de Louxor
- 1986 : Les Coptes : La Croix des pharaons
- 1986 : Les Fantômes d'Alexandrie
- 1986 : La Montée de l'intégrisme, ou L'Amour d'Allah
- 1988 : La Tueuse
- 1989 : Les Almées, danseuses orientales
- 1991 : Fécondation in video
- 1997 : La Dame de Saigon
- 2006 : Un dollar par jour
- 2016 : Imaginary Postcards
- 2018 : My Name Is Mei Shigenobu

### Reportages télévisés
Jocelyne Saab est l'auteure de nombreux reportages diffusés à la télévision :
- 1970 : La Maison libanaise (indisponible) ;
- 1970 : Bombardement dans les quartiers palestiniens de Beyrouth (indisponible) ;
- 1973 : Kadhafi : l'islam en marche (ou : La Marche verte) (10 min) ;
- 1973 : Kadhafi, l'homme qui venait du désert (60 min) ;
- 1973 : Portrait de Kadhafi (5 min) ;
- 1973 : Spécial Proche-Orient : Israël (26 min) ;
- 1973 : La Guerre d'Octobre (ou : La Guerre en Orient) (8 min) ;
- 1973 : Proche-Orient : Égypte (8 min) ;
- 1973 : La Guerre en Orient : Égypte (8 min) ;
- 1974 : Le Refus syrien (ou : Le Golan, sur la ligne de front) (10 min) ;
- 1974 : Irak, la guerre au Kurdistan (16 min) ;
- 1982 : Les Libanais, otages de leur ville (ou : Bilan de la guerre : destructions au Liban) (6 min) ;
- 1982 : Le Liban : état de choc (6 min).

## Photographie
- 2006 : Sense, Icons and Sensitivity
- 2008 : Marylin and the Arabs, Grand-Palais, Paris
- 2008 : La Ville de Jean-Léon Gérôme et le revers de l’orientalisme, Festival international des cinémas d’Asie, Vesoul
- 2017 : One Dollar a Day, Institut culturel français, Istanbul/Beyrouth
- 2019 : Zones de guerre, éditions de l’Œil

## Évènements
- 1995 : Projet « Mille et une images » pour la reconstitution de la cinémathèque libanaise
- 2013-2015 : Cultural Resistance International Film Festival[27]
- 2017 : Biennale libanaise pour le cinéma et les arts (BLICA) au Modern and Contemporary Art Museum (MACAM) d'Alita, Liban

## Installations
- 2006 : Strange Games and Bridges (Dubai Art Fair ; Singapore National Museum )[28]
- 2011 : Le Jardin de la guerre (Les Halles de Saerbeck, Bruxelles)
- 2013 : Café du genre (MuCEM, Marseille)
- 2017 : One Dollar a Day (Institut culturel français, Istanbul/Beyrouth)